# Výšina sv. Metoděje
Výšina svatého Metoděje, do roku 2013 nazývaná Sadská výšina nebo Metropolitní výšina, je významná archeologická lokalita z období Velké Moravy nacházející se v trati Špitálky v místní části Sady v Uherském Hradišti. V letech 1959–1963 zde byly Vilémem Hrubým odkryty základy kostela z přelomu 8. a 9. století, který spolu s přiléhajícími menšími stavbami utvářel neopevněný dvorec církevně–mocenského charakteru. V místě bylo také odhaleno rozsáhlé pohřebiště z 9. až 12. století. Lokalita bývá označována za centrum rané křesťanské vzdělanosti a spojována s působením věrozvěsta a moravského biskupa Metoděje, který zde pravděpodobně byl v roce 885 i pohřben. Dle jiných domněnek náležel významný hrob knížeti Svatoplukovi († 894). K nejzajímavějším archeologickým nálezům z tohoto místa patří olověný křížek s řeckým liturgickým nápisem a pisátka pocházející zřejmě ze školy při kostele působící. Velkomoravský areál v Sadech je od roku 1963 chráněn jako kulturní a od roku 1969 jako národní kulturní památka. Lokalita je volně přístupná a osazená informační tabulí, příležitostně se tu konají bohoslužby a kulturní akce.

## Popis stanoviště
Lokalita, v níž byly objeveny zbytky církevního areálu, se nachází na severozápadním okraji ostrožny tehdy obtékané „dravou řekou Olšavou“, vzpomínanou písemnými prameny již roku 1078. Místo bylo osídleno již od počátku 9. století, později v jeho blízkosti vznikla ves Derfle – nyní Sady, místní část Uherského Hradiště. V 16. století dostala polní trať, v níž se tehdy již zaniklý církevní areál nacházel, název Špitálky, neboť zdejší půda původně náležela uherskohradišťskému špitálu (nezaměňovat se stejnojmennou lokalitou v nedalekém Starém Městě).

## Archeologický výzkum
Nejstarší zprávy o nálezu úhledné kamenné zdi s hrobem a hliněnou nádobou pocházejí již z roku 1849. Další nález lebky pochází z roku 1912. Objevy sídliště na severním svahu ostrožny po roce 1945 už byly spojeny se jménem českého archeologa Viléma Hrubého. V roce 1950 je archeologicky ověřil Jindra Nekvasil. V roce 1958 byly na západním výběžku ostrožny při hluboké orbě porušeny kostrové hroby. Vilém Hrubý zjistil na poměrně velké ploše též přítomnost zděné architektury a zbytky malty různého druhu. Proto byl v roce 1959 zahájen plošný archeologický výzkum. Byla doložena přítomnost komplexu o čtyřech zděných stavbách tvořících jeden celek, kdy zbytky páté stavby – baptisteria kruhového půdorysu s litou maltovou podlahou – byly asi 7 metrů západně. Komplex byl vybudován ve třech stavebních fázích a tvořil ho kostel s náznakem křížového půdorysu s pálenou střešní krytinou antického charakteru, k němuž byla na západní straně přistavěna další církevní stavba s půlkruhovou apsidou a na severní straně čtvercová místnost a vedle pohřební kaple s půlkruhovou apsidou a litou maltovou podlahou. Zde byl objeven honosný hrob (č. 12/59) v železem kované rakvi pohřbeného významného velmože – podle charakteru hrobu křesťana na samém vrcholu velkomoravské společnosti šlo možná o samotného krále Svatopluka. Dno hrobové jámy bylo vydlážděno velkými plochými pískovcovými kameny a stěny byly obloženy dřevem. Hrobku původně kryl zděný náhrobek s malovanými figurálními motivy (část lidské tváře). V místě hrudi byly nalezeny dva stříbrné, silně pozlacené gombíky zdobené filigránem, výjimečné charakterem své výzdoby.
Severně od zděného komplexu výzkum objevil povrchové objekty s kůlovými konstrukcemi jako pozůstatky patnácti srubů velkomoravského sídliště a jižně od komplexu pozůstatky dřevěné halové stavby. K areálu patřilo ještě 87 hrobů z té doby. Byl zde nalezen i olověný křížek s řeckým nápisem a obrazem oranta (dokládající, že zde působili kněží řeckého původu, existuje pravděpodobný závěr, že areál na Sadské výšině byl centrem moravského arcibiskupství, a tedy sídlem Metodějovým) a ve větším počtu tzv. stily – pisátka, jimiž se rylo do voskem potažených dřevěných destiček. Dále zde byl nalezen nůž, rydla, bronzová kování řemínků, závlačka, ocílky, ostruhy, křesací kameny, nádoby, vědérko, zbytky okenních tabulek z nazelenalého skla se zlatistou fólií, zlaté náušnice, stříbrné korále a stříbrné, pozlacené měděné, pozlacené stříbrné i zlaté gombíky, prsteny, náhrdelníky, sekery – moravské bradatice, krátký meč – sax ze dvou železných plátů a s nauhličeným břitem, skramasax, hrot oštěpu. Součástí poměrně málo obvyklého sídliště byla kamenická dílna na jižním, kovárna na severním okraji osídlené plochy a keramická pec na západním svahu výšiny již mimo areál.
Jedním z možných hospodářských zázemí této výšiny, byť bezprostředně již zřejmě nepřináležející ke staroměstské aglomeraci, mohlo být sídliště s vlastním pohřebištěm na opačném svahu výšiny nad Olšavou v poloze Sady-Horní Kotvice, osídlené již v 1. polovině 8. století. Výkopové práce zde vedené počátkem 70. let 20. století Kristinou Marešovou zaznamenaly pestré nálezy artefaktů (četné náušnice různých druhů, vlasové kroužky, náhrdelníky, stříbrný gombík, skleněné knoflíčky, bronzový prsten, sekery, nože, šipky, ostruhy, spínací soupravy v kombinacích přezky, průvlečky a nákončí, háčky, šídla, přesleny, vahadlo, kovotepecké kladívko, kousky kadidla, ulita ostranky jaderské s provrtem k zavěšení a druhotně použitý antický mozaikový korál se třemi obrazy tváře, snad bohyně Astarte), dílenské objekty, železářské pece.

### Genetický výzkum
Od smrti Viléma Hrubého v roce 1985 na jeho bádání navazuje jeho žák, archeolog Luděk Galuška, od roku 2015 vedoucí Centra slovanské archeologie Moravského zemského muzea. V prosinci 2015 provedlo toto centrum odběr vzorků DNA asi 350 dobrovolníků z řad obyvatel Uherského Hradiště a okolí se záměrem zjistit metodami genetické genealogie, zda se mezi současnou populací nacházejí osoby rodově spřízněné s původci kosterních pozůstatků pohřbených na Výšině sv. Metoděje. Dle dílčích výsledků se u několika stovek hrobů nakonec podařilo v rámci výzkumu určit až 17 markerů chromozomu Y tam pohřbených jedinců a srovnáním těchto údajů s profily zapojených dobrovolníků se ukázalo, že třináct z nich má stejný haplotyp jako některý z jedinců pohřbených na výšině.

## Historie osídlení
V době rozkvětu Velkomoravské říše byl církevní areál na Sadské výšině zřejmě organickou součástí sídelní aglomerace dnes představované městy Staré Město a Uherské Hradiště. Do této oblasti bývá rovněž umísťováno působení věrozvěstů Cyrila (Konstantina) a Metoděje ze Soluně. Jejich povolání neslo politicko-náboženské důvody jako je ochrana před vlivem franckých kněží a posílení vztahů s Byzancí. Pravděpodobně nebyli první, kdo pokřtil obyvatele těchto krajů, přinesli ale písmo hlaholici (ze které se později vyvinula cyrilice) a veršovanou předmluvu k překladu evangelia Proglas (která mohla vzniknout už v Makedonii či Bulharsku). Věrozvěsty povolal král Rostislav a centrem jejich působení bylo pravděpodobně hlavní velkomoravské město, k němuž areál patřil, a také místa jiná (např. hora sv. Klimenta). Stále však není známo, kde všude přesně mohli působit. Metodějův hrob nebyl dosud objeven, byť mohl být tento moravský biskup původně skutečně pochován ve zdi kostela na Sadské výšině v hrobě – popisem totiž sice odpovídá písemné zprávě z doby Metodějova skonu, byl však nalezen prázdný. a ostatky tedy byly zřejmě po nějaké době od uložení opět vyzvednuty a přeneseny na jiné místo.